# Tarnówka (Łódź)
Pour les articles homonymes, voir Tarnówka.
Tarnówka est une localité polonaise de la gmina de Szadek, située dans le powiat de Zduńska Wola en voïvodie de Łódź.